# UGC 92
UGC 92 es una galaxia espiral localizada en la constelación de Pegaso.